# Württembergare
Württembergaren är en hästras som är en i raden av de många varmblodshästar som avlas fram i Tyskland. Hästrasen har avlats fram i flera hundra år vid Tysklands äldsta statliga stuteri Marbach som grundades 1575 av hertigen Cristoph von Wirttemburg. Württembergaren anses vara det mest klassiska av alla tyska varmblod och är en utmärkt sporthäst. Den moderna Wurttemburgaren är mindre än de gamla Wurttemburgarna som förut hade mycket inlytande från tyngre arbetshästar.

## Historia
Württembergaren började utvecklas redan på 1600-talet då man korsade inhemska tyska ston med arabiska fullblod och olika spanska hästraser bland annat den spanska hästen som låg i grunden för Andalusiern. För att behålla det orientaliska blodet och ge hästarna en mer tilltalande exteriör skapade man en huvudlinje med hjälp av en angloarabisk hingst vid namn Faust som var av Cobtyp, ett namn för hästar som har en utmärkt byggnad för ridning. Man blandade även in lite tyngre anglonormandiska hästar för att få fram en stabilare allroundhäst som skulle funka till bde ridning, körning och.
Det största inflytandet på den moderna Württembergaren kom dock ifrån en Trakehnare. En hingst vid namn Julmond som kom till Marbach under 1960-talet och många menar att detta egentligen är Württembergarens riktiga stamfader, då den moderna Wurttembergaren är lättare och mer lik Trakehnaren.

## Egenskaper
Den moderna Württembergaren är mindre än dåtidens eftersom man numera har avlat bort nästan allt tungt blod som kom från de anglonormandiska arbetshästarna. Detta för att man numera avlar fram Württembergaren som tävlingshäst istället för allroundhäst. Rasen har nu blivit välproportionerliga ridhästar som vunnit stora framgångar inom framför allt banhoppning.
Württembergaren är härdig med ett lugnt temperament och är ganska lättfödd. Rörelserna är energiska och påminner mycket om det arabiska inflytandet. Benen är rejäla och anses vara perfekta.